# Subei
Subei (en chino, 肃北; pinyin, Sùběi; en mongol: Сүбэй, romanizado: Sübēi)
es un condado autónomo bajo la administración de la ciudad-prefectura de Jiuquan en la provincia de Gansu, República Popular China, con una población censada en noviembre de 2010 de 14 979 habitantes.
Se encuentra situada en el norte de la provincia, cerca de la frontera con las provincias de Qinghai y Sinkiang, y del desierto de Gobi.

## Toponimia
Subei se llama así porque está al norte (北 bei) de Suzhou (Su 肃 abreviatura para Suzhou), su contra parte sur es Sunan.
Como las otras regiones autónomas, se caracteriza por estar asociada a un grupo étnico minoritario, en este caso, los mongoles. La región recibió la condición de "autónomo" el 26 de abril de 1954 cuando se fundó Condado autónomo mongol de Subei el 29 de julio de 1950.

## Administración
El condado de Subei divide en 4 pueblos que se administran en 2 poblados y 2 villas.